# Geografia Madery

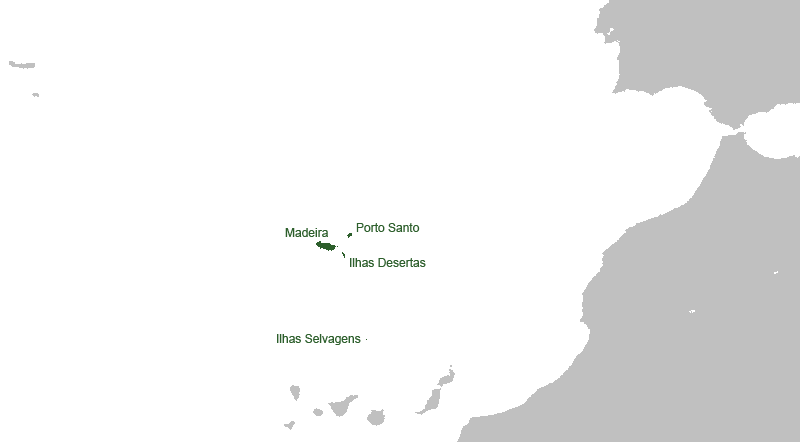
Położenie Madery

Madera (port. Madeira) – zaliczany do Makaronezji archipelag, będący regionem autonomicznym Portugalii. Wyspy usytuowane są we wschodniej części Oceanu Atlantyckiego, 570 km na zachód od wybrzeży Maroka. Do archipelagu Madera należy obok głównej wyspy, także mniejsza wyspa Porto Santo i kilka małych wysepek. Madera cechuje się górzystym krajobrazem i bardzo łagodnym jak na swą szerokość geograficzną klimatem.

## Powierzchnia i położenie
Azory
     Madera
     Wyspy Selvagens
     Wyspy Kanaryjskie
     Wyspy Zielonego Przylądka

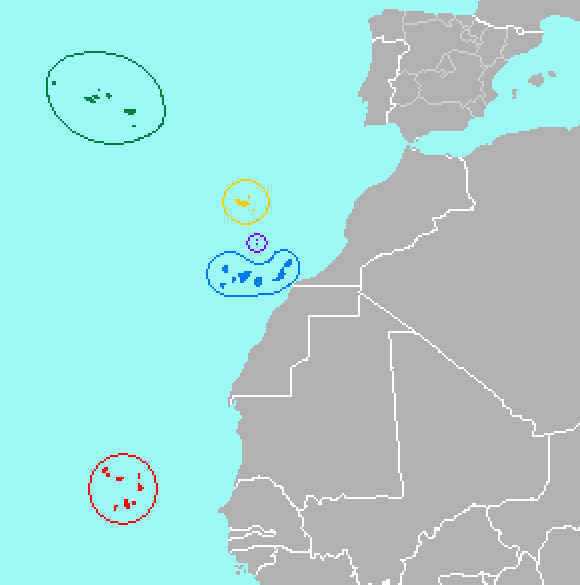
Azory
Madera
Wyspy Selvagens
Wyspy Kanaryjskie
Wyspy Zielonego Przylądka

Powierzchnia archipelagu to 801,11 km². Zlokalizowany jest on około 570 km od wybrzeży Afryki, 850 kilometrów od Lizbony, 370 km od Gran Canarii i 770 km od wyspy Santa Maria, najbliższej z Azorów.

## Ukształtowanie poziome
Archipelag Madery składa się z głównej wyspy Madera, wyspy Porto Santo w otoczeniu kilku małych wysepek (Baixo, Ferro, Fora, Cima), która leży na północny wschód od Madery oraz trzech małych i wąskich wysepek Ilhas Desertas (Chāo, Deserta, Bugio), które leżą na południowy wschód od Madery. Porto Santo leży niecałe 40 km od Madeiry, a Ilhas Desertas około 20 km. Do tego należy dodać kilka niewielkich skalistych wysepek przybrzeżnych.
Madera jest największą wyspą archipelagu o powierzchni 740,7 km², długości 57 km (z zachodu na wschód), szerokości 22 km w najszerszym miejscu i długości wybrzeża 179,3 km. Madera, jak i pozostałe wyspy cechują się umiarkowanie rozwiniętą linią brzegową, gdzie występują łagodne i szerokie zatoki. Na głównej wyspie można wyróżnić długi, wąski i skalisty półwysep w jej wschodniej części, zakończony przylądkiem Ponta de Sāo Laurenço, którego przedłużeniem jest maleńka wysepka Vermela Fora. Wybrzeże wszystkich wysp archipelagu jest skaliste, dotyczy to szczególnie skalistych wysp Desertas. W wielu miejscach występują wysokie wybrzeża klifowe. Przylądek Cabo Girão na południowym wybrzeżu Madery, pomiędzy miastami Funchal na wschodzie i Câmara de Lobos na zachodzie, ze swą wysokością 580 m należy do najwyższych klifów w tej części świata. Tylko w niektórych miejscowościach znajdują się niewielkie plaże i nabrzeża portowe. W wielu miejscach wybrzeże jest górzyste, gdzie zbocza gór „schodzą” bezpośrednio do oceanu.

## Budowa geologiczna i rzeźba
Tektonicznie Madera zalicza się do Afryki i jest pochodzenia wulkanicznego. Madera to jeden z najwyższych na świecie wulkanów, powstała w wyniku serii erupcji podwodnego wulkanu. Masa skał i gazów została „wypluta” z podwodnego krateru w wyniku czego uformowała się obecna rzeźba terenu wyspy. Sama wyspa to tylko niewielka część tej formacji wulkanicznej, większość znajduje się pod wodami Oceanu Atlantyckiego głębokiego tu na ok. 4000 m. Wtórne erupcje doprowadziły do powstania płaskowyżu Paul da Serra, zwanego „gąbką” Madery, tutaj właśnie początek ma wiele rzek. Z kolei erozje odpowiadają za ukształtowanie górskich grani, wąwozów oraz klifów w tym jednego z najwyższych klifów na świecie – wspomnianego wyżej Cabo Girão.
Madera jest wyspą górzystą, gdzie obszary górskie zajmują prawie cały obszar wyspy, a tereny nizinne, pozbawione monotonii skupiają się w strefie wybrzeża. Góry Madery są górotworami średnich wysokości rzędu 1300 – 1600 m n.p.m. Najwyższy szczyt Madery – Pico Ruivo wznosi się na 1862 m n.p.m. System górski jest rozbudowany, liczne pasma rozdzielone są głębokimi dolinami. Zbocza gór na południu, jak i na północy wyspy rozcięte są schodzącymi do wybrzeża głębokimi i wąskimi dolinami rzecznymi. W środkowo-zachodniej części Madery znajduje się leżący na 1400 – 1500 m n.p.m. płaskowyż Paul da Serra.
Porto Santo jest wyspą zdecydowanie nizinną, którą w północnej i południowej części urozmaicają niewysokie, skaliste wzniesienia, sięgające do 500 m n.p.m. Centralna część wyspy to obszar nizinny, pochylony ku wschodowi. Na zachodzie wyspy ciągną się wysokie klify, podczas gdy na wschodzie wybrzeże jest niskie. Ilhas Desertas to trzy skaliste wysepki, o górzystym charakterze. Skalista oś wysp wznosi się do 300 m n.p.m., co przy niewielkich rozmiarach wysp sprawia, że są one niegościnne.

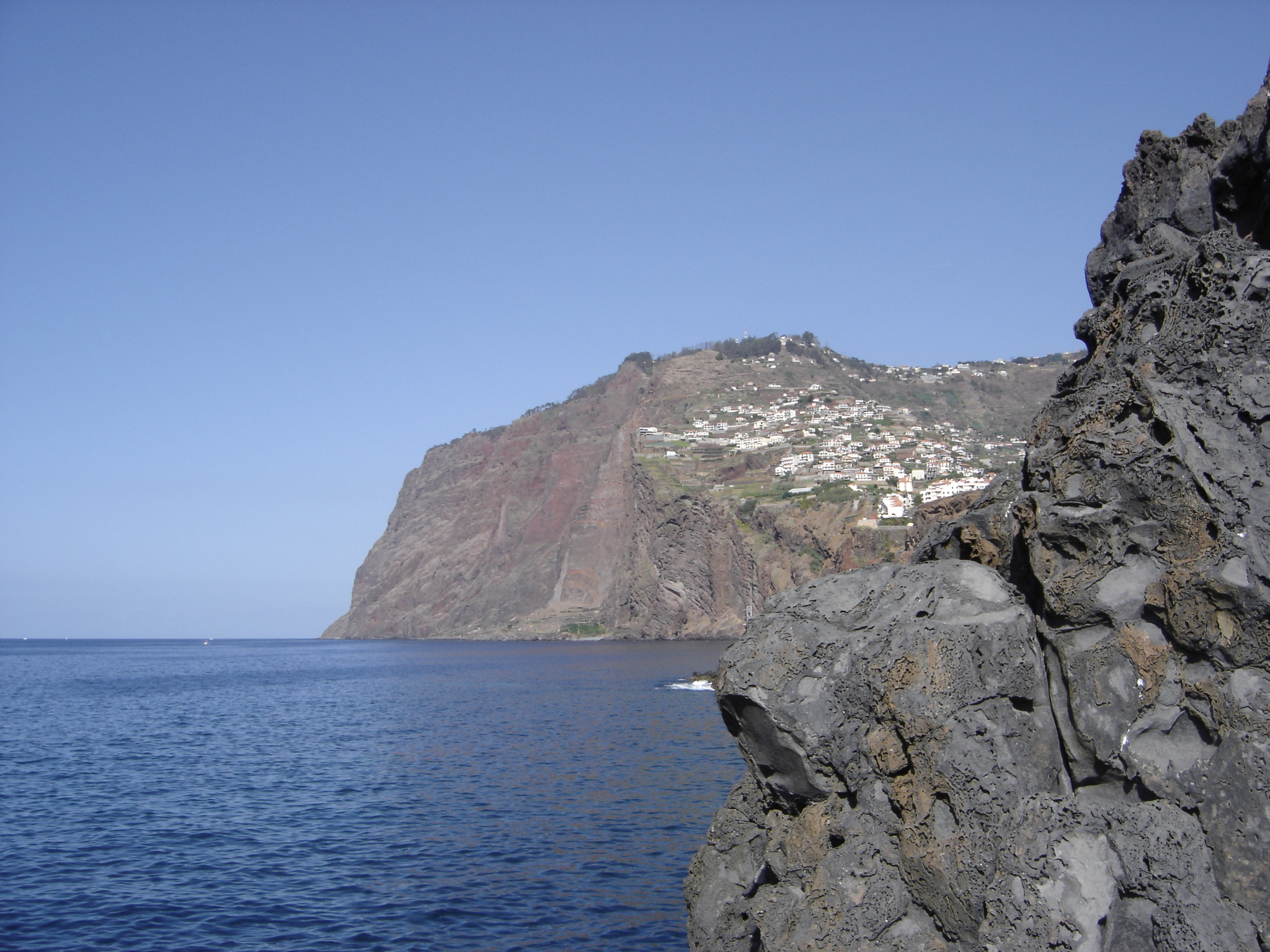
Wybrzeże Madery

## Klimat
Madera leży w strefie klimatu podzwrotnikowego o charakterze zbliżonym do śródziemnomorskiego, z tym, że zimy są cieplejsze niż w krajach śródziemnomorskich. Na klimat ma wpływ nie tylko szerokość geograficzna (32°N), ale i zimny Prąd Kanaryjski, który eliminuje ekstrema termiczne. Wpływ ma także sama obecność oceanu i rzeźba terenu.
Ze względu na rozkład temperatur rocznych, Madera określana jest jako miejsce występowanie wiecznej wiosny. Roczne amplitudy są niewielkie. Zimą średnia dobowa wynosi 20 °C i taka wartość utrzymuje się do marca. Latem średnia dobowa wynosi 25 °C, przy czym najcieplejsze są sierpień i wrzesień. Dobowe różnice nie są wysokie.
Na Maderze zdarzają się ulewne opady deszczu, powodujące osuwanie się błota i skał w stronę oceanu. Opady deszczu występują w półroczu zimowym. Roczna suma opadów wynosi 640 mm, a najmniejsze ilości opadów mają miejsce od maja do lipca, gdzie w każdym miesiącu spada do 30 mm deszczu. W okresie zimowym zdarzają się silne wiatry. Południe wyspy jest zazwyczaj nieco cieplejsze i bardziej suche od jej północnej części.
Na wyspie występują dwa niezwykłe zjawiska pogodowe. Pierwsze z nich to capacete (pol. „kask”), czyli gęsta zasłona z chmur, która napływa znad morza na południowe wybrzeże i przesłania je często do południa (najczęściej w lutym, marcu i czerwcu). Drugie zjawisko to leste – gorący i suchy wiatr znad Sahary: temperatura wyraźnie wzrasta, w powietrzu wirują drobinki piasku.

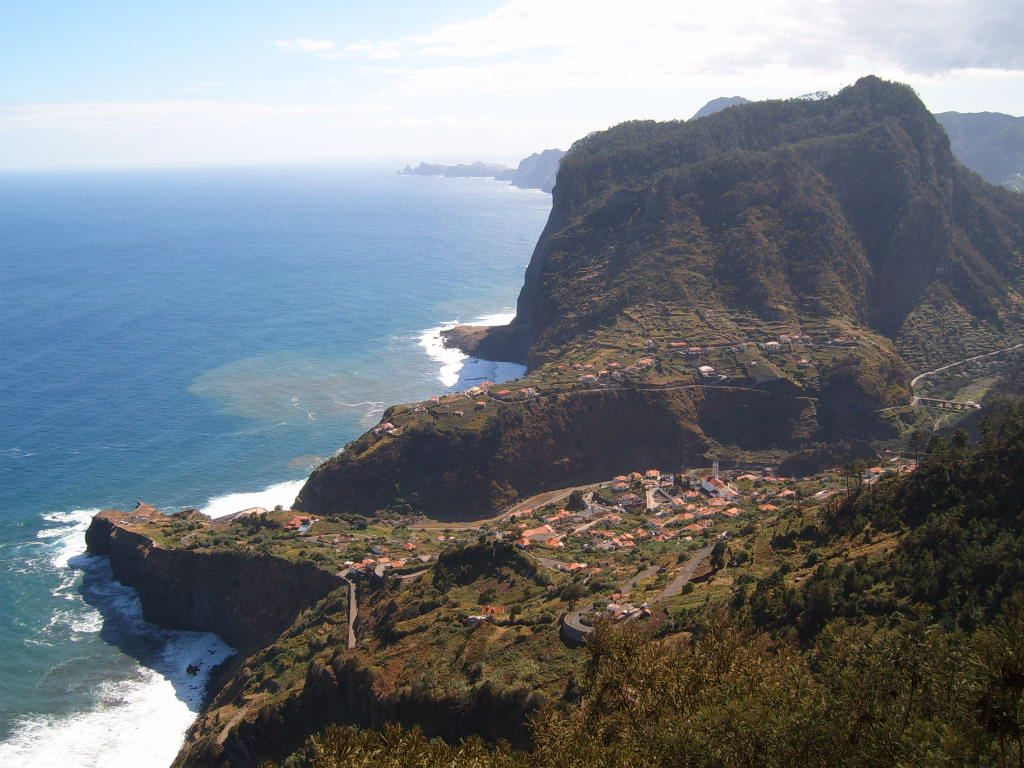
Krajobraz Madery

## Wody
Madera posiada dość gęstą sieć górskich rzek, spływających dolinami do oceanu. Te krótkie rzeki na całej swej długości są pełne bystrzyn. W okresie letnim poziom wód drastycznie się obniża, a część rzek wysycha. Uboższa w cieki wodne jest Porto Santo. Ze względu na górską rzeźbę terenu, liczne są wodospady.

## Flora i fauna
Szata roślinna strefy podzwrotnikowej jest bogata i dobrze zachowana. Do roślin charakterystycznych należą mimozy, bodziszki i wawrzyn. Bardzo bogata jest szata roślin kwietnych. Madera posiada duże obszary lasów wawrzynowych. Na Maderze rośnie też wiele gatunków sprowadzonych z innych regionów jak eukaliptusy.
Świat zwierząt należy do regionu śródziemnomorskiego, gdzie występują także gatunki endemiczne. Powszechnymi ssakami na Maderze są gryzonie, liczne są gady głównie jaszczurki. Nie występują duże ssaki, a wśród ptaków dominują gatunki morskie, w tym wędrowne. Jedynym dużym ssakiem jest rzadko występująca mniszka śródziemnomorska.